# アスポキシシリン
アスポキシシリン（英: Aspoxicillin、商品名Doyle）は、β-ラクタム系抗生物質である。他のβ-ラクタム系抗生物質に耐性を持つBacillus fragilisを含むグラム陽性菌及びグラム陰性菌に対して高い活性を示すペニシリンの注射剤である。日本での使用が承認されている。